# Thecla aethesa
Thecla aethesa är en fjärilsart som beskrevs av William Chapman Hewitson 1867. Thecla aethesa ingår i släktet Thecla och familjen juvelvingar. Inga underarter finns listade i Catalogue of Life.